# عبداللهی ابراهیم الحسن
عبداللهی ابراهیم الحسن (انگلیسی: Abdullahi Ibrahim Alhassan؛ زادهٔ ۳ نوامبر ۱۹۹۶) بازیکن فوتبال اهل نیجریه است.
از باشگاه‌هایی که در آن بازی کرده‌است می‌توان به باشگاه ورزشی ماریتیمو اشاره کرد.
وی همچنین در تیم‌های ملی فوتبال جوانان و بزرگسالان نیجریه بازی کرده‌است.